# Gnathophausia gracilis
Gnathophausia gracilis är en kräftdjursart som beskrevs av Willemoes-Suhm 1875. Gnathophausia gracilis ingår i släktet Gnathophausia och familjen Lophogastridae. Inga underarter finns listade i Catalogue of Life.